# Чужа наречена
Чужа наречена — третій студійний альбом українського поп-виконавця Андрія Князя. Альбом вийшов у 2005 році під лейблом Artur Music. До альбому увійшли 11 композицій, і знято 4 кліпи на пісні «Чужа наречена», «Ні, то не я», «Проводжай мене» і «Ти хто така?».

## Список композицій
1. Чужа наречена
2. Ні, то не я
3. Я шукаю тебе [дует з Даною М]
4. Я кажу досить
5. В небеса
6. Тобі
7. Пробач [дует з Андріаною]
8. Ти хто така?
9. Заберу тебе
10. Ми друзі
11. Проводжай мене

## Учасники запису
- Віталій Куровський — слова
- Руслан Квінта — музика
- Андрій Князь — вокал
- Юлія Бодай — музика (у пісні «Ти хто така?»)

## Сингли

### Ти хто така?
| Ти хто така? — сингл 2006 року, до якого 2007 року було представлено відеокліп. На початку відео показано, як у квартирі Андрія Князя лунає радіо, в ефірі якого жінка просить поставити пісню Андрія Князя «Ти хто така?». Після цього співак прокидається та починає спіати пісню, при цьому, знімаючи усе на відеокамеру. |              |  |  |  |
| «Ти хто така?» |              |  |  |  |
| Пісня Андрій Князь |              |  |  |  |
| Випущено | 2006         |  |  |  |
| Тип | радіо-сингл  |  |  |  |
| Записано | 2005         |  |  |  |
| Жанр | поп, рок     |  |  |  |
| Мова | українська   |  |  |  |
| Тривалість | 3:30         |  |  |  |
| Лейбл | Artur Music  |  |  |  |
| Автор слів | Андрій Князь |  |  |  |
| Композитор | Юлія Бодай   |  |  |  |
| |              |  |  |  |
| |              |  |  |  |
| |              |  |  |  |
| |              |  |  |  |
| |              |  |  |  |

## Відео
| Рік  | Назва          |
| ---- | -------------- |
| 2005 | Ні, то не я    |
| 2005 | Чужа наречена  |
| 2006 | Проводжай мене |
| 2007 | Ти хто така?   |